# Вила „Блед”
Вила „Блед” се налази на Златибору, у општини Чајетина, подигнута је у периоду од 1934. до 1937. године. Први власник ове виле и наручилац пројекта био је угоститељ Малиша Јовановић, кога су мештани и гости Златибора који су га познавали звали „Шпаљо”.
Вилу красе изразито складне пропорције и сасвим скромне димензије. Комбинација белих испуста по ивицама грађевине и њихова блага орнаментална промена под стрехама, са „пластичним” решењем прозорских отвора, жућкастом фасадом и ниском каменом основом, столаријом боје меда на омаленом улазном трему делују веома складно у својој појави, тако да је она пример доброг композицијског склопа ликовних детаља на кући. 